# Kurt Rozsypal
Kurt Rozsypal (24. září 1916 Bílsko – 20. července 2013) byl český a československý ekonom-národohospodář, vysokoškolský pedagog (VŠE) 1945–1976, poslanec Federálního shromáždění (1969–1971)

## Život
Po roce 1945 pracoval ve státních plánovacích úřadech. Jako národohospodářský odborník patřil v 2. polovině 50. let mezi stoupence a hlavní teoretiky první vlny reforem sovětského ekonomického modelu (takzvaná Rozsypalova reforma). Patřil mezi odpůrce ekonomických reforem prováděných v 60. letech. V letech 1964–1976 vyučoval na Vysoké škole ekonomické v Praze, od roku 1965 jako řádný profesor ekonomie. Zabýval se systémem řízení v socialistických a později i kapitalistických zemích. Žil v Praze.
K roku 1970 se uvádí profesně jako profesor národohospodářského plánování a vedoucí katedry na Vysoké škole ekonomické v Praze.
Po provedení federalizace Československa usedl do Sněmovny národů Federálního shromáždění. Mandát nabyl až dodatečně v březnu 1971. Do federálního parlamentu ho nominovala Česká národní rada, kde rovněž zasedal dodatečně od prosince 1970. Ve federálním parlamentu setrval až do konce funkčního období, tedy do voleb roku 1971.